# Nandar
Nandu Gyawali, conocida como Nandar, (Mansam, Estado Shan, 1995) es una activista feminista de Myanmar. Es la fundadora del Purple Feminists Group y presenta los podcasts G-Taw Zagar Wyne (en birmano) y Feminist Talks (en inglés). En 2020, fue incluida en la lista de las 100 mujeres BBC.

## Trayectoria
Nandar nació en 1995 en Mansam, un pueblo en el área del municipio de Namtu, en el estado Shan de Myanmar. Su padre murió de un ataque epiléptico cuando ella era una adolescente. Su madre, que estuvo presente durante la convulsión, se negó a ayudarlo porque estaba menstruando y la tradición cultural la llevó a creer que tocarlo agravaría sus síntomas. Este incidente marcó la adolescencia de Nandar y la llevó a convertirse en educadora y activista en cuestiones de sexo y género. No quiso casarse y quedarse en su ciudad natal, por lo que realizó sus estudios en Rangún y, a través de programas de becas, en Tailandia y Bangladés.
En 2017, Nandar se involucró directamente en el activismo feminista traduciendo al birmano el ensayo Todos deberíamos ser feministas de la escritora nigeriana Chimamanda Ngozi Adichie. Más tarde tradujo también el manifiesto epistolar de Adichie titulado Dear Ijeawele, or A Feminist Manifesto in Fifteen Suggestions (Querida Ijeawele, o Un manifiesto feminista en quince sugerencias). Al año siguiente, en 2018, tradujo, produjo y actuó en la primera edición de Los monólogos de la vagina de Eve Ensler en Myanmar.
Después de trabajar para la Organización Feminista Rainfall en Yangon, Nandar fundó la organización activista Purple Feminists Group, que promueve la salud sexual y reproductiva entre los jóvenes de todo Myanmar, difunde conciencia sobre los derechos humanos, aboga contra la violencia de género y lucha contra los tabúes de la sociedad de Myanmar. Una de las principales campañas de la organización se centró en eliminar el estigma contra la menstruación en Myanmar.
En agosto de 2019, a través del Purple Feminists Group, Nandar lanzó el pódcast G-Taw Zagar Wyne, cuyo objetivo es dar voz a las mujeres de Myanmar.  El programa, cuyo nombre significa algo así como "mujer entrometida", un insulto birmano generalmente dirigido a mujeres mayores que hablan abiertamente, trata temas como la menstruación, el aborto y el consentimiento. Presenta conversaciones tanto con expertos como con mujeres anónimas que cuentan sus propias historias. En julio de 2020, lanzó un segundo podcast, Feminist Talks en inglés, con el objetivo de llegar a una audiencia más amplia. Aunque el podcasting no es particularmente popular en Myanmar, el objetivo de Nandar es llegar a personas que pueden haber visto interrumpida su educación y no sepan leer. Algunos episodios han llevado a los críticos a amenazarla con violencia.
Después del Golpe de Estado en Birmania de 2021, Nandar también se involucró en las protestas contra el golpe y declaró que: "Compararía la dictadura con el patriarcado y la democracia con el feminismo".

## Reconocimientos
En 2020, Nandar fue incluida en la lista de figuras femeninas influyentes 100 Women de la cadena británica BBC.